# Brilliant Corners
A Brilliant Corners Thelonious Monk dzsesszzenész harmadik, Riverside-nál készített albuma. A címadó dal elkészítése több tucat felvételt igényelt, és az egyik legbonyolultabb szerzeményének tartják. 2003-ban bekerült a National Recording Registry-be. Az album 1999-ben bekerült a Grammy Hall of Fame-be. Szerepel az 1001 lemez, amit hallanod kell, mielőtt meghalsz című könyvben.

## Az album dalai
|    | Cím                        | Szerző(k)                    | Hossz |
| -- | -------------------------- | ---------------------------- | ----- |
| 1. | Brilliant Corners          | Thelonious Monk              | 7:42  |
| 2. | Ba-lue Bolivar Ba-lues-are | Thelonious Monk              | 13:24 |
| 3. | Pannonica                  | Thelonious Monk              | 8:50  |
| 4. | I Surrender Dear           | Harry Barris                 | 5:25  |
| 5. | Bemsha Swing               | Thelonious Monk, Denzil Best | 7:42  |

## Közreműködők

### Zenészek
- Thelonious Monk – zongora; cseleszta a Pannonica dalon
- Ernie Henry – altszaxofon a Brilliant Corners, Ba-lue Bolivar Ba-lues-are és Pannonica dalokon
- Sonny Rollins – tenorszaxofon
- Oscar Pettiford – nagybőgő a Brilliant Corners, Ba-lue Bolivar Ba-lues-are és Pannonica dalokon
- Max Roach – dobok; üstdob a Bemsha Swing dalon
- Clark Terry – trombita a Bemsha Swing dalon
- Paul Chambers – nagybőgő a Bemsha Swing dalon

### Produkció
- Orrin Keepnews – producer
- Jack Higgins – hangmérnök
- Joe Tarantino – mastering